# La Revue spirite
La Revue Spirite ou Revue Spirite, est une revue trimestrielle internationale. Elle est fondée par Allan Kardec en 1858 et devient en 2001 l'organe officiel du Conseil Spirite International.
Depuis octobre 2020, elle est gratuite, exclusivement numérique et traduite en sept langues (français, anglais, portugais, espagnol, italien, allemand et en esperanto).
The Spiritist Magazine, l'édition papier anglaise, a été maintenue.

## Histoire
À la différences des ouvrages d'Allan Kardec qui n'ont plus connus de transformation depuis son décès, la Revue Spirite est son unique héritage resté vivant. Depuis sa création, sa parution cesse à plusieurs reprises, de même que, au gré des multiples directeurs de publication qui se sont succédé, la ligne éditoriale évolue.

### Première période de publication

#### Demai 1858àoctobre 1914
La Revue Spirite est fondée par Allan Kardec en janvier 1858 au 8 rue des Martyrs à Paris 9e, puis en 1860 au 59 passage Sainte-Anne à Paris 2e. Il la dirigera jusqu’à sa mort, en mars 1869, où elle déménagera de nouveau au 42 rue Saint-Jacques à Paris 5e.
Sa parution se fait sur les fonds propres d'Allan Kardec, à la différence d'une revue concurrente, la Revue spiritualiste, fondée quasi au même moment avec l'appui financier de la noblesse, considérée comme « une revue d'élite », qui dénigre sa rivale au motif qu'elle s'adresse à un public populaire; en pure perte. Allan Kardec « accapare l'attention », les titres concurrents s'arrêtent, tels les Revue des sciences occultes et naturelles (1857-1861), Revue spiritualiste (1858-1869). Le Journal du magnétisme (1845) connaît, lui, une première éclipse d'une dizaine d'année en 1861.
C'est de son vivant que, le 1er mai 1864, le titre est mis à l'Index. À ce titre Kardec rappelle que sauf une « autorisation du gouvernement », ce règlement de droit canonique n'a aucune valeur en droit français.

En 1873, sous l'administration de Pierre-Gaëtan Leymarie, le titre change de nom pour La Revue Spirite au moment où elle devient une Société Anonyme. Son siège social est au 7 rue de Lille à Paris 2e . Les tirages se poursuivent sans interruption, jusqu'en octobre 1914, en raison de la guerre, et ne reparait de nouveau qu'à partir du mois de décembre 1916. 

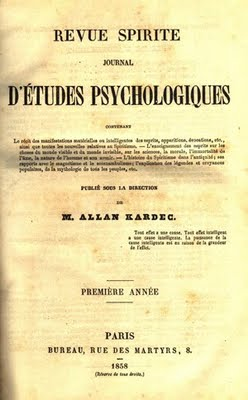
Revue Spirite, éd. 1858.
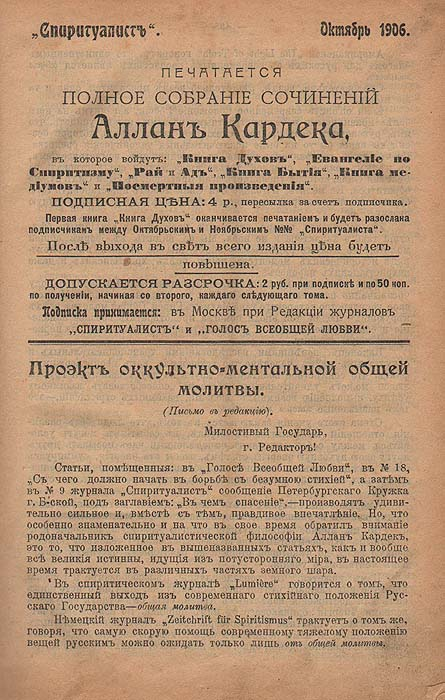
Revue Spirite, éd. en langue russe (1906).

#### De1917àmai 1940

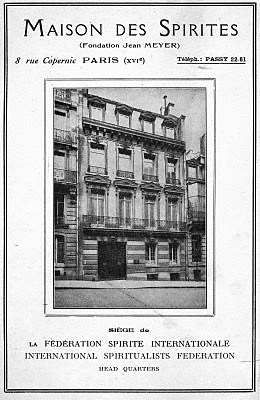
Affiche de présentation de la "Maison des Spirites", 8 rue Copernic, Paris XVI^{e}.

Elle reparait avec l’appui de Léon Denis, sous la direction de Jean Meyer (jusqu’en 1931). En 1923, la société est domiciliée à la Maison des Spirites (accueillant également les Editions Jean Meyer, l’Union Spirite Française et la Fédération spirite internationale) au 8 rue Copernic à Paris 16e.
En 1926, La Revue Scientifique et Morale du Spiritisme qu'avait fondé Gabriel Delanne en 1896 fusionne avec La Revue Spirite. La même année, Hubert Forestier en devient le rédacteur-en-chef, jusqu’à sa mort dans les années 1970.
En 1939, une controverse éclate entre les tenants de la Revue Spirite, de la « Société des Amis de la Maison des Spirites » et le nouveau Bureau de l'Union Spirite Française, qui les quitte pour la rue Léon-Delhomme. L'entrée en guerre de la France bouscule l'organisation du titre qui, dès septembre 1939, prie ses lecteurs de faire parvenir lettres, journaux, revues, livres, à Soual, « provisoirement ». Elle publiera un dernier numéro le mois de mai 1940.
Aux premiers jours de l'Occupation, les nazis dévaliseront les locaux.

#### Denovembre 1947à1976
Hubert Forestier fait reparaître le titre pour le mois de novembre 1947.
Le 24 juillet 1968 le titre "La Revue Spirite" est déposé à l'INPI au nom d'Hubert Forestier. À son décès, André Dumas, alors secrétaire général de l’Union Spirite Française (USF), est nommé rédacteur-en-chef à son tour.
En 1975, il signe une convention avec les ayants droit d'Hubert Forestier par laquelle il fait l'acquisition de la société, pour un franc symbolique aux conditions de l’engagement pour la continuité de La Revue Spirite.
Pourtant, à la fin de l'année 1976, André Dumas cesse toute édition du titre au profit d'une nouvelle publication, Renaître 2000. Cette interruption intervient après le changement de nom de l'USF pour l'Union Scientifique pour l’Investigation Psychique et l’Étude de la Survivance. Le 20 janvier 1977, la Fédération Spirite Brésilienne (pt) propose à André Dumas de prendre en charge la parution du titre, ce qu'il refusera. Ainsi, en 1978, un nouveau dépôt du nom à l'INPI empêche définitivement tout emploi du titre par d'autres personnes que les ayants droit.

### Seconde période de publication

#### D'octobre 1989à2000
En juillet 1987, Roger Pérez (président de l’Union Spirite Française et Francophone) assigne en justice André Dumas pour déchéance du titre déposé "La Revue Spirite". Le 23 mars 1989, le tribunal de Meaux ordonne sa déchéance des droits pour non exploitation. Concomitamment au dépôt du nom "La Revue Spirite" à l'INPI, le 11 mai 1989, l'ex-publication de l'USFF, La Nouvelle revue des spirites d'expression française, est absorbée, faisant reparaître La Revue Spirite pour le 4e trimestre de cette année-là pour sa 132è année de parution.
En octobre 1998, à l'occasion du 2e congrès spirite mondial à Lisbonne, Roger Pérez (président de l'USFF) formule une requête publique pour céder l'intégralité des droits qu'il détient personnellement sur la Revue Spirite le Conseil spirite international en assure l'édition permanente au motif que « la « Revue Spirite » [est] le patrimoine de tous les spirites du monde ». Elle n'en assumera l'édition qu'à compter du 2e trimestre 2001.

#### D'avril 2001au dernier numéro de l'année 2019

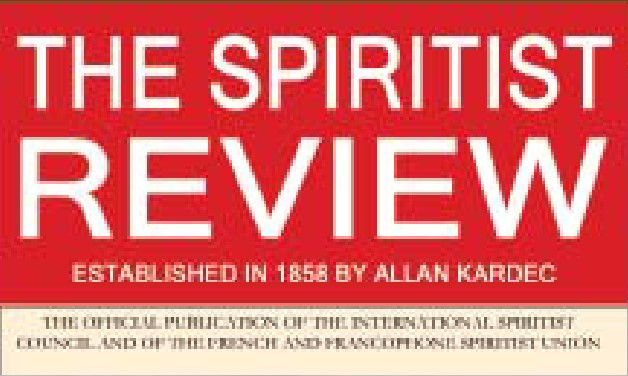
Illustration de l'édition anglaise The Spiritist Review : established in 1858 by Allan Karde : The official publication of the International Spiritist Council and of the French and Francophone Spiritist Union

Le comité de rédaction intégrant des personnes du monde entier, l'édition en langue française est « complétée  » par des éditions en différentes langues : 
- La Revista Espírita en espagnol, depuis 2003 — devenue Revista Espírita FEE (Federacíon Espírita Española) [« Revue Spirite FSE (Fédération Spirite Espagnole) »]

- The Spiritist Review, devenue The Spiritist Magazine en anglais, depuis 2007

Elle connaîtra aussi des éditions ponctuelles en portugais, en espéranto (Spiritisma Revuo) et en russe (спиритуалистический журнал [« spiritualisticheskiy zhurnal »]),. Chacune d'elles connaît des rythmes et des durées de publication distinctes, bien que concordant à l'occasion d'évènements, comme le 4è Congrès spirite mondial à Paris.
C'est en octobre 2007, à l'occasion du 5e Congrès Spirite Mondial qui se déroule à Carthagène (Colombie),  que l'entièreté des droits de propriété sur la marque de la revue seront acquis par le C.S.I., pleins et entiers en 2010.
À partir de cette année-là, le Conseil Spirite International explique vouloir encore renforcer la dimension internationale de la revue. Ils en précisent l'organigramme : le Comité exécutif du CSI préside le Comité central rédactionnel qui coordonne l'action des Comités de rédaction en langue française, anglaise et espagnole. Chacun d'eux est piloté par un « coordinateur » désigné parmi une entité membre du CSI et directement nommé par le comité exécutif. Aussi, quelle que soit l'édition (française, espagnole, portugaise, anglaise, russe, espérantiste), c'est le secrétaire général du CSI qui en est le directeur général de la publication . Tous les frais sont à la charge du CSI.
Concernant l'édition française, c'est en avril 2012 que le président du Mouvement Spirite Francophone (MSF), Jean-Paul Evrard, succède à Charles Kempf dans le rôle de coordinateur de l'édition française, mais sous le titre de « Représentant Légal et Directeur de la Publication » de l'édition en langue française.

#### Prémisses d'un conflit
À partir de 2019, un membre du comité de rédaction français rapporte que Roger Pérez (1928-2019) et Nestor João Masotti (eo) auraient cédés et non délégués les droits du titre au MSF,,. Dans le même temps, un des distributeurs de la revue rappelle les propos que Roger Pérez avait tenus à Lisbonne en 1998 qui voulait « que son administration soit confiée à l’union et la collaboration de toutes les nations spirites constituant cette organisation ».
Entre octobre et décembre 2019, Jean-Paul Evrard (président du MSF) et Charles Kempf (président de la jeune Fédération Spirite Française) quittent le Conseil Spirite International.

### Troisième période de publication
Pour des raisons indépendantes du contexte sanitaire qui marque ce début d'année 2020, la Revue spirite cesse de paraître pour la troisième fois de son histoire.

#### Conflit de paternité
En janvier 2020, le Mouvement Spirite Francophone publie un magazine homonyme. Jean-Paul Evrard en devient alors le directeur de publication et Charles Kempf un des membres de son comité rédactionnel. Mais, en continuant d'exploiter l'ISSN de La Revue Spirite (Conseil spirite international), cette fois sans mandat du CSI, ils poursuivent la numérotation historique du titre relancé par Roger Pérez puis confié à Nestor Masotti. Au moment où le CSI réédite la Revue Spirite, ils justifient la raison d'être de leur revue, affirmant que « [depuis] 2011, le Mouvement Spirite Francophone publie la Revue Spirite, à la demande de nos frères Roger Pérez et Nestor Masotti, en suivant la ligne universelle tracée par Allan Kardec ».
En octobre 2023, l'Union spirite belge, que dirige aussi Jean-Paul Evrard, supprime La Revue spirite Belge et fusionne le comité de rédaction de l'union belge au profit du Mouvement Spirite Francophone.

#### Depuisoctobre 2020, la reprise
Après un arrêt de 9 mois, en octobre 2020, le Conseil Spirite International poursuit l'édition de La Revue Spirite (fondée par Allan Kardec). Cette interruption aboutit à un changement de format et à un renforcement de son internationalisation. Ainsi, tout ou partie des numéros sont traduits en plusieurs langues (français, anglais, portugais, espagnol, italien et allemand) par les fédérations membres, disponibles numériquement et gratuitement sur le site internet du CSI ; l'espéranto réapparait pour l'édition de janvier 2021. La langue mère n'est alors plus le français, remplacé par le portugais.
Néanmoins, le comité rédactionnel anglais est maintenu et poursuit son édition papier de The Spiritist Magazine, toujours sous l'autorité du CSI.

## La ligne éditoriale
Reflétant avant tout le point de vue d'Allan Kardec, la Revue spirite devient le témoin d'une diversité de points de vues au sein de la communauté spirite globale, avant de devenir l'organe officiel des institutions la possédant. Dans divers articles, Nicole Edelman (historienne), fait état de son évolution, des origines jusqu'au début de la Première Guerre Mondiale,.

### Les thématiques
Dès sa création, la Revue spirite a vocation de maintenir le dialogue entre la doctrine spirite et le milieu scientifique où elle puise — avec justesse, selon l'historienne Nicole Edelman — ses nombreuses références (astronomie, physique, chimie, géologie, minéralogie, botanique, archéologie, paléontologie, anthropologie, zoologie).
La Revue spirite est tout à la fois un support didactique et pédagogique. Allan Kardec justifie son objet en ces termes : 

« étudier [l'esprit humain] à toutes ses sources, qui nous fourniront une mine inépuisable d'observations aussi instructives qu'intéressantes sur des faits généralement peu connus [...] nous rendrons compte de tous les phénomènes patents dont nous serons témoin ou qui viendront à notre connaissance, lorsqu'ils nous paraîtront mériter l'attention de nos lecteurs.
Une large part sera également réservée aux communications écrites ou verbales des Esprits toutes les fois qu'elles auront un but utile, ainsi qu'aux évocations des personnages anciens ou modernes, connus ou obscurs, sans négliger les évocations intimes qui souvent ne sont pas les moins instructives ; nous embrasserons, en un mot, toutes les phases des manifestations matérielles et intelligentes du monde incorporel. »

— Allan Kardec, « Introduction », La Revue Spirite, janvier 1858
Pour atteindre ce but qui lui a été donné, la revue se réfère à « la » science et aux découvertes scientifiques de son temps, comme en archéologie, en astronomie, en biologie, en médecine et en psychiatrie. La rubrique des messages d'outre-tombes constituant une rubrique permanente et importante de la revue.
Aussi, jusqu'au décès de son fondateur en mars 1869 et en 1870, la Revue spirite s'attache à exposer les découvertes scientifiques récentes (pour l'époque), constitutives, pour Kardec, du caractère double de cette révélation, à la fois divine et scientifique. Sur ce dernier point, Kardec rappelle dans sa longue introduction que le spiritisme applique la méthode expérimentale— pour les choses métaphysiques, complète Nicole Edelman.
Parmi les sujets que la Revue spirite traite, ceux médicaux ont la part belle, devenant ainsi le support d'exposition des conceptions médicales et des découvertes aussi bien psychologiques que neurologiques et psychiatriques, en y adjoignant des conceptions proprement spirites comme le périsprit et la médiumnité. Nicole Edelman montre que la Revue spirite adopte dans ses premières années un langage peu agressif face à la médecine et à la psychiatrie. Cependant, cette attitude change dans les années 1880, de manière concomitante à la mise au jour du subconscient par Pierre Janet ou l'inconscient par Sigmund Freud. Les spirites publiant la revue cherchant à invalider ces concepts de la psychiatrie, la psychologie et la psychanalyse qui remettent en cause leurs interprétations sur la médiumnité.
À ses débuts, si Kardec présente la vérité comme un but que la nouvelle science spirite permet d'atteindre, après sa mort, les rédacteurs de la revue opèrent un virage rhétorique laissant croire qu'ils la détiennent.
Jusqu'à la fin d'année 1976, les recherches scientifiques vont continuer à prendre une place de plus en plus grande au fil des découvertes scientifiques dans la ligne éditoriale. Préoccupation qui demeure constante depuis sa reparution en 1989.
Dès son commencement, la Revue spirite relate les évènements de la communauté spirite dont elle est un témoin privilégié.

### Les communications
Si Kardec, Leymarie, Delanne, Denis, Flammarion et d'autres noms masculins sont souvent plus retenus pour parler de ses contributeurs, la participation des femmes est capitale. Ainsi, on y trouve les noms de Rufina Noeggerath, Claire Galichon, Antoinette Bourdin.
Les innombrables médiums qui ont joué un rôle central dans l'obtention des communications sur laquelle cette doctrine se fonde, sont souvent restées anonymes. Seuls quelques noms, comme celui de Mme Forget (une médium de Léon Denis), sont connus pour l'homme ou le mari avec qui elles ont travaillé. Les communications paraissant dans la revue sont signées du nom de l'esprit communiqué. Le nom du groupe, ou celui de son président de séance, qui l'a obtenu est mentionné.
Leymarie, qui succède à Kardec dans la direction de La Revue spirite publie des communications médiumniques critiques à l’égard du système d’organisation sociale français après la défaite de 1870 et la répression des communards. Par exemple, le thème de la nation devient récurrent dans les « instructions médiumniques » après 1870, mais avec des sensibilités politiques différentes. Elles n'ont pas vocation d'appeler à la révolution, seulement de maintenir une réflexion. Leymarie se questionne ainsi en faveur d'une meilleure place des femmes dans la vie publique, l'égalité des salaires, et même une réforme du Code civil. La Revue spirite porte alors la trace d'un spiritisme socialiste, réformiste, fraternel et sororal durant les décennies 1870 à 1890, dont un des derniers échos est porté par « le groupe spirite bisontin » que soutient Antoinette Bourdin. Comme Rufina Noeggerath ou même Claire Galichon, ils ne partagent ni le nationalisme, ni le sentiment anti-allemand, ni même l’antisémitisme, qui enflent.
Si le spiritisme de Léon Denis est plus religieux, il n'est pas moins politique. Les communications qu'il obtient acceptent et même valorisent le nouveau régime républicain pour sa capacité à assurer l'ordre social, son caractère libéral et anticlérical. La morale promulguée par Léon Denis exclut toute action politique et sociale puisque si le spiritisme était vainqueur, il n'y aurait plus de question sociale. Dans sa critique du matérialisme, du socialisme et de la « décadence », il met sur un même plan l'Église et l'Université. Comme les catholiques, il valorise le rôle de la souffrance et de la douleur qu'il faudrait accepter sans chercher à y sursoir, mais il critique le catholicisme dans ses erreurs d'interprétation des Évangiles. Ses écrits sur la place de la femme dans la société concordent avec la pensée dominante de ce début de XXe siècle, préférant l'unité des cœurs à une action immédiate de transformation.
Cependant, La Revue spirite reflète la diversité de points de vue du mouvement spirite et qui vont trouver dans cette revue un espace commun d'échange. Ainsi, des années 1890 à la Première Guerre Mondiale, la question du suffrage universelle est récurrente. En 1910, Pulvis, dit Algol, démontre une proximité de ses propos avec les féministes saint-simoniennes de 1848 —  « Singulier universalisme que celui qui prive de ce droit toute une moitié du genre humain, tout un sexe à qui l’autre doit la vie ! Mais avant la Révolution, ils n’avaient pas ce droit. Comment ne se sont-ils pas aperçus qu’ils s’étaient octroyés un monstrueux et abusif privilège » — révélant un lien continu entre spiritisme, féminisme et politique dans la période.
La publication des communications de groupes spirites diminue en importance à mesure que la revue devient la voix des institutions auxquelles elle se trouve liée.

## Les sous-titres de la revue
- De 1869 à 1977 : Journal d'études psychologiques, modifié en 1882 pour Journal d'études psychologiques et de spiritualisme expérimental.
- De 1989 à janvier 2001 : Organe officiel de l'Union spirite française et francophone pour la connaissance des valeurs morales et scientifiques de la doctrine spirite.
- D'avril 2001 à 2009 : Organe officiel du Conseil Spirite International et de l'Union Spirite Française et Francophone pour la connaissance des valeurs morales et scientifiques de la doctrine spirite.
- De 2010 à 2019 : Organe officiel du Conseil Spirite International.
- Depuis octobre 2020 : Journal d'Études Psychologiques, Fondée par ALLAN KARDEC, CSI Conseil Spirite International.